# Bernard Mignot
Pour les articles homonymes, voir Mignot.
Bernard Mignot, né le 12 mars 1948  à Verviers, est un joueur de tennis belge. Il est le premier joueur belge de l'ère Open à avoir remporté un titre ATP.

## Débuts
Bernard Mignot s'initie au tennis dès l'enfance sur le premier terrain couvert d'Europe, à Theux. À 12 ans il est sélectionné par la Fédération. Au lendemain de sa défaite contre Željko Franulović au tournoi de Wimbledon junior, il met le tennis en veilleuse pour se consacrer à ses études supérieures et revient sur le circuit au début des années 1970 avec un diplôme d'ingénieur civil en électromécanique en poche.

## Carrière
Il a remporté un titre ATP lors de sa seule finale jouée, à Düsseldorf en 1974. Son meilleur classement ATP est la 73e place mondiale.
Au tournoi de Roland-Garros 1976, il perd lors du dernier tour de qualification. Il ne croit pas trop en la possibilité d'obtenir une place de lucky loser et n'a de toute façon pas la patience d'attendre. Il part donc se promener dans la capitale, au restaurant et au cinéma. Lorsqu’il revient au stade, il apprend qu’il arrive juste à temps pour jouer le 1er tour contre Paolo Bertolucci. Il va jusqu’en 1/8 de finale en battant l'Italien, José Edison Mandarino et Juan Gisbert puis est battu par Raúl Ramírez.
En 1976, il a joué en Coupe Davis avec l'équipe de Belgique et s'est imposé au premier tour face à Tom Okker.
En 1977, Mignot quitte le circuit international et deux ans plus tard il arrête le tennis.

## Palmarès

### Titre en simple messieurs
| No | Date       | Nom et lieu du tournoi            | Catégorie  | Surface      | Finaliste   | Score              |  |
| -- | ---------- | --------------------------------- | ---------- | ------------ | ----------- | ------------------ |  |
| 1  | 08-07-1974 | Düsseldorf Grand Prix, Düsseldorf | Grand Prix | Terre (ext.) | Jiří Hřebec | 6-1, 6-0, 0-6, 6-4 |  |

### Finale en double messieurs
| No | Date       | Nom et lieu du tournoi   | Catégorie | Surface      | Vainqueurs            | Partenaire        | Score          |  |
| -- | ---------- | ------------------------ | --------- | ------------ | --------------------- | ----------------- | -------------- |  |
| 1  | 26-03-1973 | Open de Valencia Valence |           | Terre (ext.) | Mike Estep Ion Țiriac | Patrick Hombergen | 6-4, 1-6, 10-8 |  |

## Parcours dans les tournois duGrand Chelem

### En simple
| Année | Open d'Australie | Open d'Australie | Internationaux de France | Internationaux de France | Wimbledon       | Wimbledon   | US Open         | US Open    |
| ----- | ---------------- | ---------------- | ------------------------ | ------------------------ | --------------- | ----------- | --------------- | ---------- |
| 1972  | —                | —                | 3e tour (1/16)           | S. Smith                 | 1er tour (1/64) | T. Gorman   | —               | —          |
| 1973  | —                | —                | 2e tour (1/32)           | A. Panatta               | 2e tour (1/32)  | V. Amritraj | —               | —          |
| 1974  | —                | —                | 1er tour (1/64)          | H.-J. Ploetz             | —               | —           | —               | —          |
| 1975  | —                | —                | 1er tour (1/64)          | J. Kamiwazumi            | 1er tour (1/64) | C. Owens    | 1er tour (1/64) | B. Taróczy |
| 1976  | —                | —                | 1/8 de finale            | R. Ramírez               | —               | —           | —               | —          |

N.B. : à droite du résultat se trouve le nom de l'ultime adversaire.

### En double
| Année | Open d'Australie | Open d'Australie | Internationaux de France     | Internationaux de France  | Wimbledon                   | Wimbledon               | US Open | US Open |
| ----- | ---------------- | ---------------- | ---------------------------- | ------------------------- | --------------------------- | ----------------------- | ------- | ------- |
| 1972  | —                | —                | 1/8 de finale P. Hombergen   | A. Gimeno A. Muñoz        | 2e tour (1/16) O. Parun     | J. Kodeš J. Kukal       | —       | —       |
| 1973  | —                | —                | 1er tour (1/32) P. Hombergen | R. Carmichael F. McMillan | —                           | —                       | —       | —       |
| 1974  | —                | —                | —                            | —                         | —                           | —                       | —       | —       |
| 1975  | —                | —                | —                            | —                         | 1er tour (1/32) N. Kelaidis | J. Kamiwazumi Y. Tezuka | —       | —       |

N.B. : le nom du ou de la partenaire se trouve sous le résultat ; le nom des ultimes adversaires se trouve à droite.